# 松田一真
松田 一真（まつだ かずま、1998年8月22日 - ）は、ジャパンラグビーリーグワン花園近鉄ライナーズに所属するラグビー選手。

## プロフィール
- 大阪府出身[1]。
- ポジションはフッカー(HO)。
- 身長 172 cm、体重 98 kg
- ニックネームはまっちゃん。

## 略歴
2017年、常翔学園高校卒業後、流通経済大学に入学。
2020年、流通経済大学ラグビー部の副将に就任。
2021年、流通経済大学卒業後、近鉄ライナーズ(現・花園近鉄ライナーズ)に加入。
2022年2月6日に行われたJAPAN RUGBY LEAGUE ONE第3節マツダスカイアクティブズ広島戦にて途中出場で公式戦初出場を果たした。